# Boemondo I d'Antiochia
Boemondo I d'Altavilla, o Boemondo I d'Antiochia o Boemondo di Taranto (San Marco Argentano, tra il 1051 e il 1058 – Bari, 7 marzo 1111), è stato un militare normanno Principe di Taranto, fu uno dei comandanti della prima crociata, nel corso della quale si insignorì del Principato di Antiochia. Sposò nel 1106 Costanza, figlia del re di Francia Filippo I.

## Biografia

### Origine e nome
Boemondo fu il figlio primogenito di Roberto il Guiscardo, duca di Puglia e di Calabria, nato dal matrimonio di quest'ultimo con Alberada di Buonalbergo, che fu più tardi ripudiata. Fu battezzato con il nome di Marco in onore del santo patrono di San Marco Argentano, ma venne scherzosamente "ribattezzato" dal padre Boemondo, come il mitico gigantesco mostro biblico Behemoth, a causa della sua notevole statura sin da bambino, e così divenne e restò noto.
Fino al 1098 firmava i documenti semplicemente come Roberti ducis filius. Suo figlio e successore si riferiva a lui semplicemente come magnus Boamundus. Inoltre, a causa della sua controversia con il fratello per il ducato di Puglia, fu chiamato dux Apuliae da alcuni cronisti. Tuttavia, il titolo utilizzato più frequentemente dagli altri capi crociati, durante la sua vita e in seguito, fu Principe d'Antiochia (Antiocenus princeps). Inoltre, Boemondo viene citato da Torquato Tasso nel VII canto della Gerusalemme liberata con l'appellativo di Conte di Cosenza.

### Scontri con i Bizantini
Servì sotto suo padre nel grande attacco ai Balcani contro l'Impero bizantino (1080-1085) e comandò l'esercito normanno durante l'assenza del Guiscardo (1082-1084), penetrando in Tessaglia così come a Larissa, venendo però respinto da Alessio I Comneno. Quest'antica reciproca ostilità ebbe grande influenza nel determinare il corso della politica del regno dell'Imperatore nel periodo che va dall'epoca di Boemondo (che suo padre aveva destinato al trono di Costantinopoli) a quella di Ruggero II.

Stemma di Boemondo d'Antiochia attribuito a posteriori.

Quando Roberto il Guiscardo morì nel 1085, mentre il suo fratellastro minore Ruggero Borsa ereditava la Puglia e altri territori italiani, Boemondo avrebbe dovuto ereditare i possedimenti balcanici di suo padre, che tuttavia furono persi subito per mano dei Greci. I fratellastri pervennero così a un aperto contrasto che fu infine risolto grazie alla mediazione del papa Urbano II, il quale ottenne per Boemondo il riconoscimento di alcuni possedimenti intorno a Taranto. Boemondo quindi riceveva da parte della matrigna Sichelgaita un piccolo principato (un possedimento allodiale) come compenso per la rinuncia ai suoi diritti sul ducato di Puglia. Ma egli mirava a conseguire un prestigio assai maggiore per sé: il cronista Romualdo Guarna disse di Boemondo che «egli sempre cercava l'impossibile».
Nel 1096 Boemondo, insieme a suo zio Ruggero I il Gran Conte di Sicilia, stava assediando Amalfi che s'era rivoltata contro il duca Ruggero, allorché bande di Crociati cominciarono ad attraversare l'Italia per dirigersi in Terra Santa. Lo zelo crociato conquistò Boemondo: è possibile che egli abbia visto nella Prima Crociata l'opportunità di realizzare la politica paterna di una espansione verso oriente e avesse sperato, in una prima fase, di ritagliare per se stesso un principato orientale. Goffredo Malaterra con schiettezza afferma che Boemondo prese la Croce con l'intenzione di razziare e conquistare terre greche.
La figlia dell'Imperatore, Anna Comnena, ha lasciato un bel ritratto di Boemondo nella sua Alessiade; lo incontrò per la prima volta nel 1097, quando lei aveva 14 anni e ne restò affascinata. Anna non ha lasciato alcun ritratto similare di qualsivoglia altro principe crociato. Di Boemondo scrisse:
Un indiscutibile fascino emanava da quest'uomo ma esso era parzialmente contrassegnato da un'aria di terribilità..., ricorda Anna; ma qualche studioso più attento e avveduto ha rilevato che i termini greci tradizionalmente tradotti con un'aria di terribilità, corrisponderebbero a un olezzo terribile; d'altronde è del tutto naturale che la scarsa abitudine all'igiene del barbaro abbia colpito il sensibile olfatto di una principessa bizantina attenta nondimeno ai muscoli del suo torace.

### La partecipazione alla Prima Crociata e conquista di Antiochia

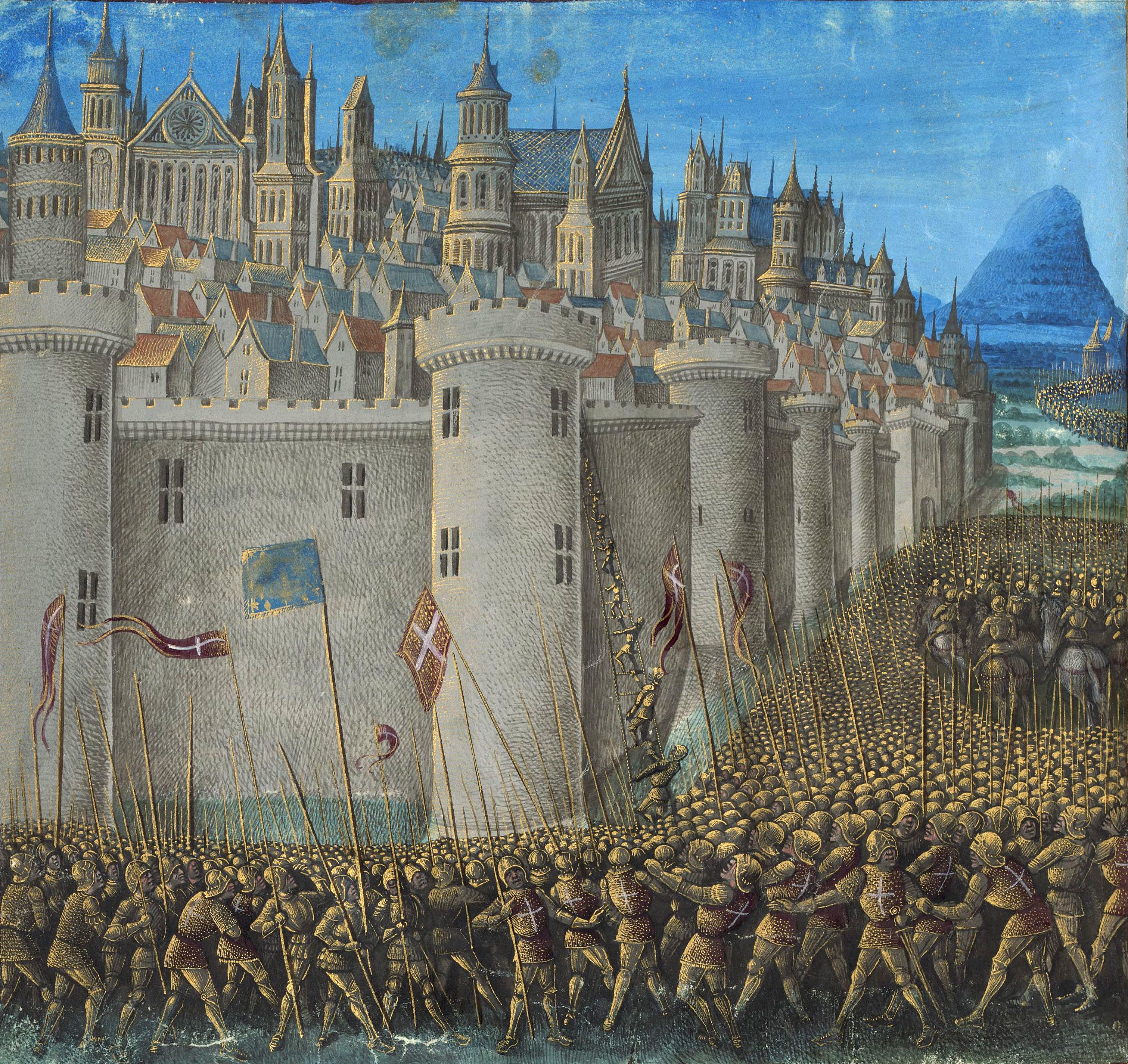
L'assedio di Antiochia.

Al Terzo concilio di Melfi, dal 10 al 17 settembre 1089, il papa Urbano II propose la prima crociata. Il Pontefice, insieme ai fratellastri normanni Ruggero Borsa e Boemondo I, gettò le basi per costituire una lega allo scopo di liberare dai musulmani la Terra santa. Iniziò, così, la predicazione per la crociata, che fu formalmente indetta, in seguito, a Clermont.
Boemondo radunò un contingente normanno, forse la miglior compagine dello stuolo crociato, nonostante i numeri modesti (il suo contingente assommava all'incirca a 500 uomini su un totale di circa 35.000 crociati). Alla testa del suo esercito egli traversò, partendo da Trani, il Mare Adriatico e, dopo essere sbarcato a Durazzo, si diresse per la Via Egnatia alla volta di Costantinopoli percorrendo, sotto la prudente scorta di Peceneghi inviatagli incontro dall'Imperatore di Costantinopoli, la via che egli aveva tentato di seguire nel 1084. Fece grande attenzione a osservare un atteggiamento "corretto" nei confronti di Alessio e quando arrivò a Costantinopoli nell'aprile del 1097 rese omaggio feudale all'Imperatore.

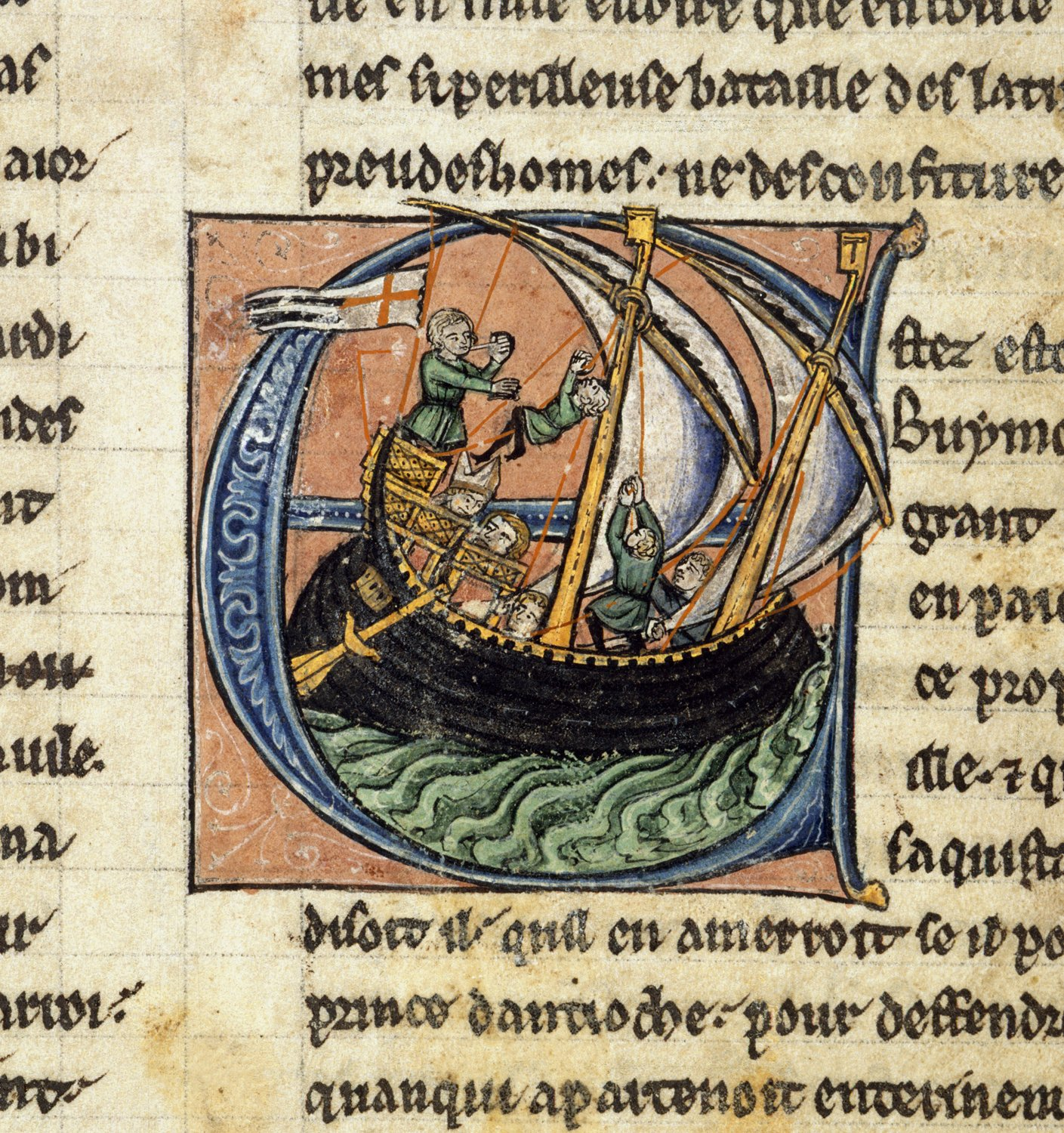
Boemondo e il Patriarca Daimberto in navigazione verso la Puglia. Miniatura da un'edizione dellHistoire d'Outremer del XIII secolo.

Mentre Baldovino di Boulogne e Tancredi d'Altavilla si dirigevano verso est dall'Asia Minore per stabilirsi nella Contea di Edessa, l'esercito principale della Prima Crociata continuò verso sud per assediare Antiochia. Boemondo fu il primo a prendere posizione davanti ad Antiochia (ottobre 1097) e prese parte in modo massiccio all'assedio della città, sconfiggendo i tentativi dei musulmani di portare soccorso da est e mantenendo i collegamenti a ovest degli assedianti con il porto di San Simeone e con le navi genovesi che erano alla fonda. Con oltre quattrocento torri, la città era quasi impenetrabile. L'assedio si protrasse per tutto l'inverno, con grandi difficoltà tra i crociati, che furono spesso costretti a mangiare i propri cavalli, o, secondo la leggenda, i corpi dei loro compagni cristiani che non sopravvivevano.
Comunque, Boemondo convinse il capo della Guardia di Yāghi-Siyān, un cristiano convertito di nome Firuz, a permettere ai Crociati di entrare in città scalando una torre che egli aveva l'incarico di presidiare. Ciò accadde il 3 giugno 1098, e dopo l'irruzione dei Crociati in città, seguì un grande massacro di musulmani. Solo quattro giorni dopo, un esercito musulmano proveniente da Mosul guidato dall'atabeg Kerbogha arrivò ad assediare gli stessi Crociati. Alessio I Comneno, l'Imperatore bizantino, stava venendo in soccorso dei cristiani, ma tornò indietro quando gli giunse la falsa notizia che la città era già stata riconquistata dai musulmani.

Carta politica del vicino Oriente nel 1102, subito dopo la Prima Crociata.

Tuttavia i Crociati stavano ancora fronteggiando l'assedio, con l'aiuto morale di un mistico chiamato Pietro Bartolomeo. Pietro annunciò di avere avuto una visione di Sant'Andrea Apostolo, che gli avrebbe detto che la lancia di Longino, che aveva trafitto il costato di Cristo sulla croce, si trovava ad Antiochia. Si scavò sotto la cattedrale di San Pietro, e la lancia fu trovata da Pietro stesso. Il forte sospetto di molti era che molto probabilmente questa era stata messa lì da lui stesso (questa era l'opinione anche di Ademaro di Le Puy, Legato papale), ciò risollevò il morale dei crociati. Con la reliquia appena scoperta alla testa dell'esercito, Boemondo marciò incontro a Kerbogha, che fu sconfitto — miracolosamente perché, secondo alcuni Crociati, uno stuolo di cavalieri biancovestiti, guidato da santi era apparso improvvisamente sul campo di battaglia in loro aiuto.
Il controllo della città fu oggetto di una lunga disputa. Vi erano nell'esercito dei Franchi nove conti preposti al loro comando, Boemondo li raccolse a consiglio e domandò a chi dovesse andare Antiochia una volta conquistata, e, dato che ognuno la richiedeva per sé, si accordarono a guidare l'assedio una settimana per ciascuno, concordando che essa sarebbe andata a chi, nella sua settimana, fosse riuscito ad espugnarla. A seguito del corrompimento della guardia Firouz ci riuscì Boemondo e fu così nominato Principe dagli altri capi crociati.
Boemondo fece valere le sue pretese contro Raimondo IV, che sosteneva i diritti di Alessio I, e ottenne il pieno possesso di Antiochia nel gennaio 1099. Si trattenne quindi nelle vicinanze della città conquistata per rendere sicure le proprie posizioni, mentre gli altri Crociati si spostavano a sud per la conquista di Gerusalemme.

### Il declino e la morte
Si recò a Gerusalemme nel Natale del 1099, quando Dagoberto da Pisa fu eletto patriarca, forse al fine di impedire la crescita di un forte potere lotaringio nella città. Tutto faceva sembrare che Boemondo fosse destinato a gettare le fondamenta di un grande principato ad Antiochia che avrebbe potuto contendere il primato politico Gerusalemme. Aveva un buon territorio, una buona posizione strategica e un esercito forte. Doveva però fronteggiare due grandi forze: l'Impero bizantino, che reclamava tutti i suoi territori, appoggiato nella sua pretesa da Raimondo di Tolosa, e le forti municipalità musulmane del nord-est della Siria. Contro queste forze egli fallì.
Nel 1100, nella battaglia di Melitene fu catturato dai Danishmendidi di Sivas e languì in prigione fino al 1103. Il cugino
Tancredi prese il suo posto ma nel frattempo Raimondo s'installava con l'aiuto di Alessio a Tripoli e riusciva così a contenere l'espansione verso sud di Antiochia.
Tancredi era figlio di Oddone Bonmarchis, detto Marchisius "il Buon Marchese", della famiglia dei signori del Monferrato, e di Emma di Altavilla sorella di Roberto il Guiscardo. - Emma era anche il nome di una sorella di Boemondo I d'Altavilla, la cui omonimia ha spesso creato confusione in alcuni autori, i quali, confondendo il grado di parentela tra i due rampolli della casa normanna, hanno erroneamente indicato Tancredi quale nipote di Boemondo principe di Antiochia, anziché suo cugino - Da: Tancredus di Rodolfo di Caen.

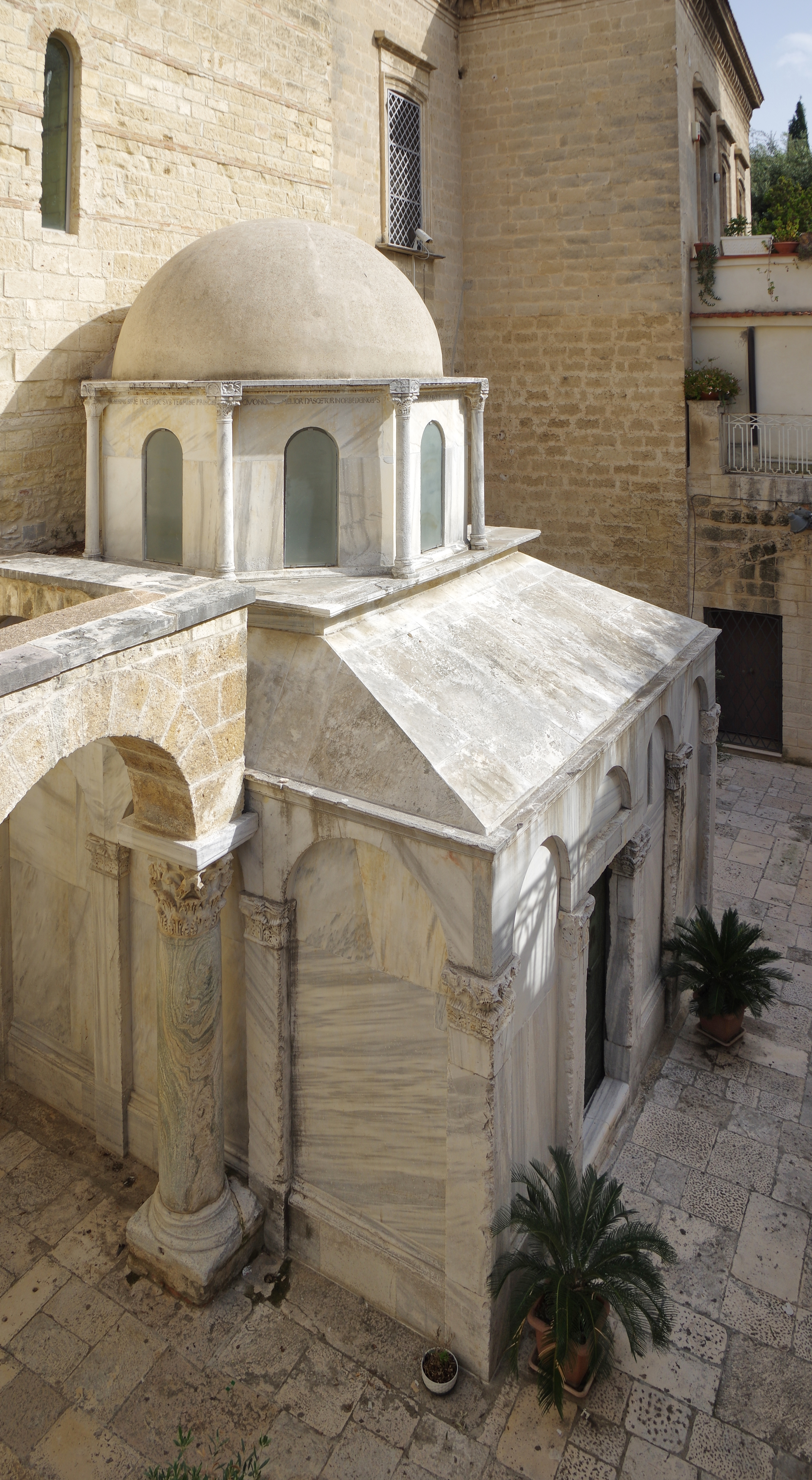
Il Mausoleo dove giace Boemondo, a Canosa di Puglia

 Riscattato nel 1103 dalla generosità del principe armeno Kogh Vasil, Boemondo ebbe come suo primo obiettivo quello di attaccare le vicine potenze musulmane per garantirsi i rifornimenti. Nell'attaccare tuttavia Harran nel 1104 egli fu severamente sconfitto sul fiume Balikh, presso al-Raqqa, sull'Eufrate. La disfatta fu decisiva, rendendo irrealizzabile quel grande principato orientale che Boemondo aveva progettato. Seguì un attacco greco in Cilicia e, disperando delle sue proprie risorse, Boemondo tornò in Europa per cercare rinforzi al fine di difendere la sua posizione. Giunto a Roma, Boemondo riuscì a convincere il papa Pasquale II della perfidia Graecorum e così il legato pontificio Bruno di Segni (che accompagnò Boemondo in Francia) ricevette l'incarico di predicare la guerra santa contro Bisanzio. A Saint-Léonard-de-Noblat davanti all'urna di san Leonardo Boemondo depose delle catene d'argento in ricordo di quelle che per tre anni gli avevano torturato il corpo nella prigione di Gümüştekin. Poi si trovò a Chartres con il re di Francia Filippo I.

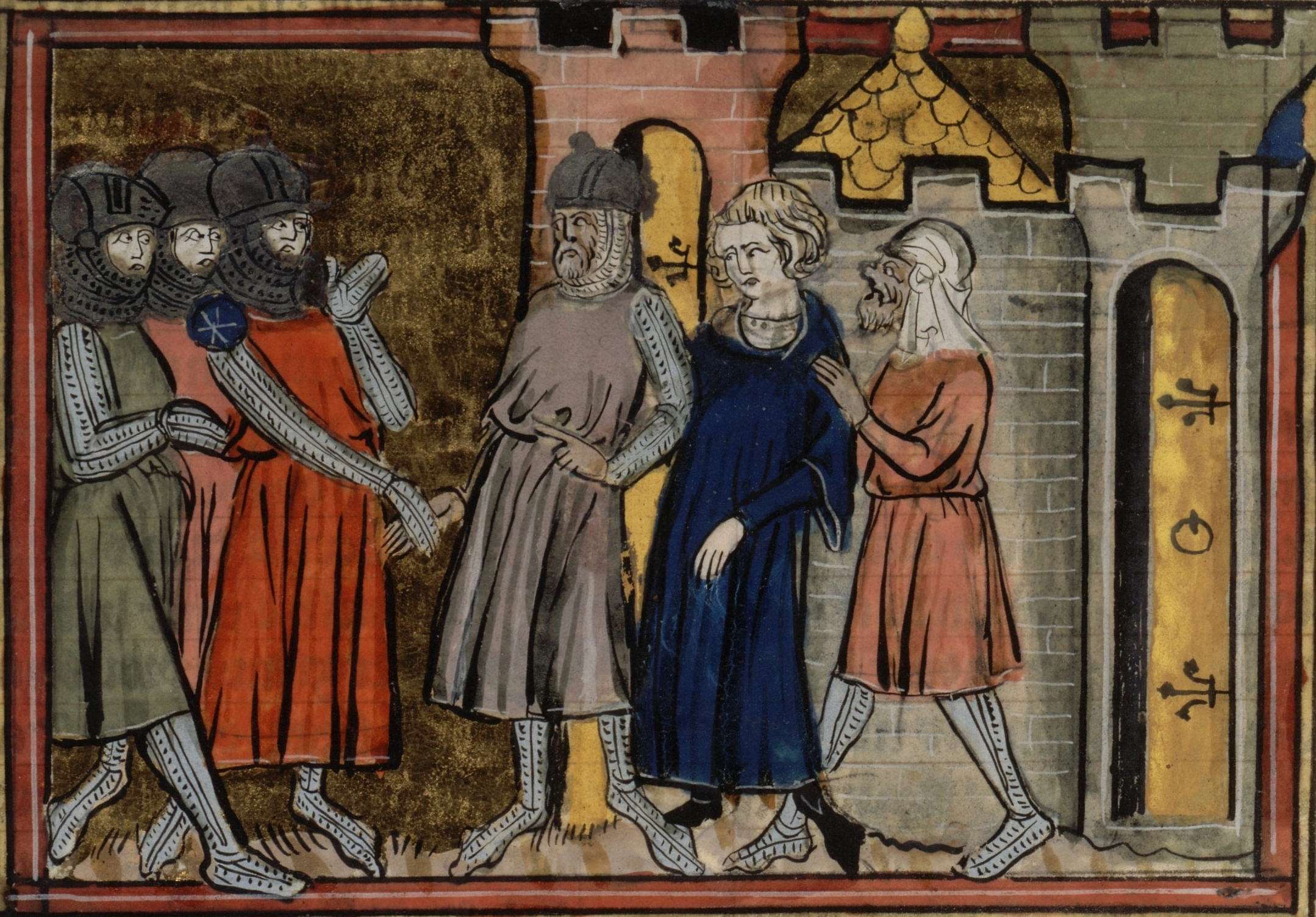
Liberazione di Boemondo, miniatura da un manoscritto del XII secolo.

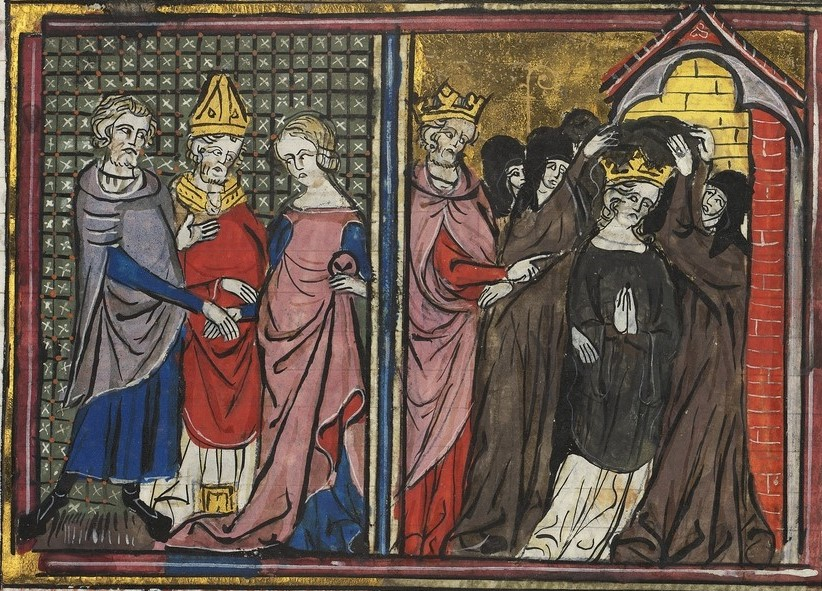
Matrimonio con Costanza, miniatura da un manoscritto del XII secolo.

La sua personalità affascinante gli fece guadagnare la mano di Costanza, la figlia del sovrano francese Filippo I, che sposò a Chartres nel 1106. Di questo matrimonio Sugerio di Saint-Denis scrisse:
In questo modo Boemondo poté reclutare con il consenso regio un vasto esercito. Abbagliato dal suo successo, Boemondo decise di usare il suo esercito non per difendere Antiochia contro i Greci, ma per attaccare Alessio. Così fece, ma Alessio aiutato dai Veneziani si dimostrò troppo forte e Boemondo dovette sottomettersi a una pace umiliante con il trattato di Devol del 1108, che lo rese vassallo di Alessio, piegandosi a ricevere la sua ricompensa con il titolo di Sebastos, con la promessa di rinunciare ai territori disputati e di ammettere un patriarca greco ad Antiochia. D'allora in poi Boemondo fu un uomo finito.
Tornò quindi in Italia nella speranza di trovare mezzi e uomini che gli consentissero di proseguire con efficacia e determinazione la sua politica in Terra santa, ma nel 1111 morì a Barie fu sepolto a Canosa di Puglia.

## Matrimonio e figli
Boemondo sposò nel 1106 a Chartres Costanza, figlia del re di Francia Filippo I, dalla quale ebbe due figli:
- Giovanni, morto bambino;
- Boemondo (1108 circa - 1130) che fu Principe di Taranto e 2º Principe d'Antiochia.

## Nella cultura di massa

### Letteratura
Boemondo compare spesso in cronache e resoconti della prima crociata. Inoltre figura tra i co-protagonisti di opere letterarie che hanno come sfondo quell'epopea (come la Gerusalemme liberata del Tasso).
- Giovan Leone Sempronio, Vincenzo Nolfi, Carlo Sempronio, Il Boemondo ouero Antiochia difesa poema heroico, Bologna: per Carlo Zenero, 1651
- Alfred Duggan, Count Bohemund (novella storica riguardante la vita di Boemondo e gli avvenimenti riguardanti la caduta di Gerusalemme nelle mani dei Crociati)
- Niccolo Molinini, All'ombra della croce: Boemondo (romanzo storico pugliese dell'11. secolo), Corato, Bari 1951
- L'autore scozzese di romanzi storici David Donachie, sotto lo pseudonimo Jack Ludlow, ha reso Boemondo il protagonista della trilogia di romanzi dedicata alle crociate, Son of Blood (2012), Soldier of Crusade (2012), Prince of Legend (2013).
- Boemondo compare anche nella novella fantastica Pilgermann di Russell Hoban.

### Cinema
- Boemondo appare nel film Brancaleone alle crociate di Mario Monicelli, interpretato da Adolfo Celi.

## Ascendenza
|                                  |   |          | Genitori |  |  | Nonni                |  |  | Bisnonni |  |
|                                  |   |          |          |  |  | Tancredi d'Altavilla |  |  | …        |  |
|                                  |   |          |          |  |  | Tancredi d'Altavilla |  |  | …        |  |
|                                  |   | …        |          |  |  | Tancredi d'Altavilla |  |  |          |  |
| Roberto il Guiscardo             |   |          |          |  |  | Tancredi d'Altavilla |  |  |          |  |
|                                  |   | Fresenda | …        |  |  |                      |  |  |          |  |
|                                  |   | Fresenda | …        |  |  |                      |  |  |          |  |
|                                  |   | Fresenda | …        |  |  |                      |  |  |          |  |
| Boemondo I, principe d'Antiochia |   | Fresenda |          |  |  |                      |  |  |          |  |
|                                  | … | …        |          |  |  |                      |  |  |          |  |
|                                  | … | …        |          |  |  |                      |  |  |          |  |
|                                  | … | …        |          |  |  |                      |  |  |          |  |
| Alberada di Buonalbergo          | … |          |          |  |  |                      |  |  |          |  |
|                                  |   | …        | …        |  |  |                      |  |  |          |  |
|                                  |   | …        | …        |  |  |                      |  |  |          |  |
|                                  |   | …        | …        |  |  |                      |  |  |          |  |
|                                  |   | …        |          |  |  |                      |  |  |          |  |

### Fonti primarie
- Anna Comnena, Alessiade

### Letteratura critica
- B. von Kugler, Bohemund und Tancred, Tubingen 1862
- L. von Heinemann, Geschichte der Normannen in Sizilien und Unteritalien, Leipzig 1894
- R. Rohricht, Geschichte das Königreichs Jerusalem, Innsbruck 1898
- R. Rohricht, Geschichte des ersten Kreuzzuges, Innsbruck 1901
- (EN) Ralph Bailey Yewdale, Bohemond I, Prince of Antioch, New York, University of Toronto library, 1924,  p. 38.
- Raoul Manselli, Normanni d'Italia alla prima crociata: Boemondo d'Altavilla, in "Japigia", XI (1940), pp. 45–79 e 154-184; poi in Italia e Italiani alla prima crociata, Jouvence, Roma 1983
- (EN) Steven Runciman, The First Crusade and the Foundations of the Kingdom of Jerusalem, in A history of the Crusades, Vol. I, Cambridge, Cambridge University Press, 1965; (traduzione italiana di E. Bianchi, A. Comba, F. Comba, in due volumi: Storia delle Crociate, Torino, Einaudi, 1966 (4ª ed.); ISBN 978-88-06-17481-1)  [1951], ISBN 978-0-521-06161-2.
- Dieter Girgensohn, BOEMONDO I (Boamundus), in Dizionario biografico degli italiani, XI, Roma, Istituto dell'Enciclopedia Italiana, 1969.
- Giuseppe Morea, Marco Boemondo d'Altavilla, Centro di servizio e programmazione culturale regionale: Canosa 1986
- Benito Paolo Lomonte, Boemondo: principe di Taranto e di Antiochia, Martina Franca 1993
- William B. Stevenson, La prima Crociat, in Cambridge Medieval History, vol. IV, edizione italiana Garzanti, Milano 1979, pp. 727-8
- Rudolf Hiestand, Boemondo I e la prima Crociata, in Centro di studi normanno-svevi, Il mezzogiorno normanno-svevo e le crociate, a cura di Giosuè Musca, Università di Bari, atti delle quattordicesime giornate normanno-sveve, Bari, 17-20 ottobre 2000, Bari, Edizioni Dedalo, 2002,  pp. 65-94, ISBN 978-88-220-4160-9.
- (EN) David Nicolle, The First Crusade, 1096–99: Conquest of the Holy Land, Osprey Publishing, 2003, ISBN 1-84176-515-5.
- Boemondo: storia di un principe normanno, atti del convegno di studio su Boemondo, da Taranto ad Antiochia a Canosa: storia di un principe normanno (Taranto-Canosa, maggio-novembre 1998), a cura di Franco Cardini - Nunzio Lozito - Benedetto Vetere, Congedo, Galatina 2003
- Luigi Russo, Oblio e memoria di Boemondo d'Altavilla nella storiografia normanna, in "Bullettino dell'Istituto storico italiano per il Medio Evo", CVI (2004), pp. 139-165
- Thomas F. Madden, Le Crociate, Torino, Lindau, 2005
- Jean Flori, Bohémond d'Antioche. Chevalier d'aventure, Paris 2007
- Luigi Russo, Boemondo: figlio del Guiscardo e principe di Antiochia, (Medievalia; 10), Elio Sellino, Avellino 2009. ISBN 978-88-88991-90-0